# باهر (تفنگ)
باهر نام یک تفنگ تک‌تیراندازی با کالیبر۲۳x۱۵۲ میلی‌متری برای هدف‌گیری اهداف دور است که توسط سازمان تحقیقات و جهاد خودکفایی نیروی زمینی ارتش تولید شده که ٢٢ کیلوگرم وزن و ۱۸۵ سانتیمتر بلندی دارد. این سلاح دارای برد مفید ۳کیلومتر و برد مؤثر ۴کیلومتر می‌باشد که برای استفاده بهینه به ۳ نفر کاربر نیاز دارد. برای افزایش برد، خشاب آن در انتهای سلاح نصب می‌شود.
این سلاح قابلیت تخریب سنگرهای بتنی، نفوذ به ادوات زره‌ای، بالگردها و تجمعات نفری دشمن را دارد.